# Nowe Ludzicko
Nowe Ludzicko [ˈnɔvɛ luˈd͡ʑit͡skɔ] (deutsch Neu Lutzig) ist ein Dorf in der polnischen Woiwodschaft Westpommern, fünf Kilometer nordwestlich von Połczyn-Zdrój (Bad Polzin) gelegen, und gehört zur Gemeinde Połczyn-Zdrój (Bad Polzin) im Powiat Świdwiński.
Nowe Ludzicko war ursprünglich ein Vorwerk der Gemeinde Lutzig (heute polnisch: Stare Ludzicko), mit dem es bis 1945 als Gemeinde sowie im Amts-, Standesamts- und Amtsgerichtsbezirk verbunden war. Neu Lutzig war Teil der Kirchengemeinde Lutzig, die ihrerseits Tochtergemeinde im Kirchspiel Bad Polzin  im Kirchenkreis Belgard war.